# The Blood That Moves the Body
The Blood That Moves the Body è un singolo del gruppo musicale norvegese a-ha, pubblicato nel 1988 ed estratto dall'album Stay on These Roads.
Il brano è stato scritto da Pål Waaktaar.

## Tracce
- 7"

1. The Blood That Moves the Body (Album Version) - 4:06
2. There's Never a Forever Thing - 2:50

## Video
Il videoclip della canzone è stato diretto da Andy Morahan e girato a Parigi (Francia).